# Fläskänger
Fläskängern eller vanlig fläskbagge (Dermestes lardarius) är en skalbagge som tillhör familjen ängrar (Dermestidae).
Den anträffas relativt ofta i skafferier, där såväl larverna som de fullbildade djuren lever av fläsk, torrt kött och liknande, men är även skadlig för skinn, pälsverk och uppstoppade djur. Den fullbildade skalbaggen är svart, främre delen av skalvingarna askgrå med tre svarta prickar på varje vinge. Längden ligger vid omkring 8 millimeter. Larven har brun rygg med långa bruna hår och vit buk.